# Elecciones federales de Canadá de 1957
Las elecciones federales canadienses de 1957 se llevaron a cabo el 10 de junio de 1957 para seleccionar a los 265 miembros de la Cámara de los Comunes de Canadá del 23.º Parlamento de Canadá. En uno de los grandes trastornos en la historia política canadiense, el Partido Conservador Progresista (también conocido como "PC" o "Tories"), liderado por John Diefenbaker, puso fin a 22 años de gobierno liberal, ya que los Tories pudieron formar un gobierno minoritario a pesar de perder el voto popular frente a los liberales.
El Partido Liberal había gobernado Canadá desde 1935, ganando cinco elecciones consecutivas. Bajo los primeros ministros William Lyon Mackenzie King y Louis St. Laurent, el gobierno construyó gradualmente un estado de bienestar. Durante el quinto mandato de los liberales en el cargo, los partidos de oposición los describieron como arrogantes e indiferentes a las necesidades de los canadienses. Eventos controvertidos, como el "Debate del Oleoducto" de 1956 sobre la construcción del Oleoducto Trans-Canadá, habían perjudicado al gobierno. St. Laurent, apodado "Tío Louis", siguió siendo popular, pero ejerció poca supervisión sobre los ministros de su gabinete.
En 1956, el líder conservador George A. Drew renunció inesperadamente debido a problemas de salud. En su lugar, el partido PC eligió al fogoso y carismático Diefenbaker. Los conservadores llevaron a cabo una campaña centrada en su nuevo líder, que atrajo a grandes multitudes a los mítines y causó una fuerte impresión en la televisión. Los liberales llevaron a cabo una campaña mediocre y St. Laurent hizo pocas apariciones en televisión. Incómodo con el medio, el primer ministro leyó sus discursos de un guion y se negó a usar maquillaje.
Abandonando su estrategia habitual de intentar hacer grandes avances en el Quebec dominado por los liberales, los conservadores se centraron en ganar escaños en las otras provincias. Tuvieron éxito; aunque obtuvieron pocos escaños en Quebec, obtuvieron 112 escaños en total frente a los 105 de los liberales. Con los escaños restantes ganados por otros partidos, el partido PC solo tenía una pluralidad en la Cámara de los Comunes, pero el margen fue suficiente para hacer que John Diefenbaker el primer primer ministro conservador de Canadá desde Richard Bennett en 1935.